# Кріс Малкі
Кріс Малкі (англ. Chris Mulkey; нар. 3 травня 1948) — американський актор.

## Біографія
Кріс Малкі народився 3 травня 1948 року в місті Віроква, штат Вісконсин. Освіту Кріс отримав в університеті, що знаходиться в штаті Міннесота. П'ять років працював у місцевому театрі для дітей. Дебют актора відбувся в 1976 році, коли вийшов фільм «Loose Ends». Після цього працює на телебаченні. Популярність Крісу принесла роль у серіалі «Твін Пікс», де він відмінно зіграв одну з головних ролей.
Кріс Малкі одружений з актрисою Карен Ландрі. У них є дві дочки, Амелія і Елізабет.

## Вибіркова фільмографія

### Фільми
- 1980 — Ті, що скачуть здалеку / The Long Riders
- 1982 — Рембо: Перша кров / Rambo: First Blood
- 1982 — 48 годин / 48 Hrs.
- 1982 — Гонщик у часі / Timerider: The Adventure of Lyle Swann
- 1984 — Полювання на роботів / Runaway
- 1984 — Пейзаж мрій / Dreamscape
- 1987 — Прихований ворог / The Hidden
- 1990 — Рейнбоу Драйв / Rainbow Drive
- 1990 — Заперечення / Denial
- 1993 — Привид в машині / Ghost in the Machine
- 1996 — Аманда / Amanda
- 1996 — Фанат / The Fan
- 1996 — Зламана стріла / Broken Arrow
- 2006 — П'ятеро невідомих / Unknown
- 2007 — Війна динозаврів / D-War
- 2009 — Сходження чорного місяця / Dark Moon Rising
- 2010 — Голі кулаки / Bare Knuckles
- 2014 — Одержимість / Whiplash
- 2015 — Правда / Truth
- 2016 — Послання від Кінга / Message from the King
- 2018 — Кодекс Готті / Gotti
- 2018 — Глорія Белл / Gloria Bell
- 2018 — За статевою ознакою / On the Basis of Sex
- 2019 — Поза підозрою / Above Suspicion

### Серіали
- 1990—1991 — Твін Пікс / Twin Peaks